# 烏盧半島
烏盧半島（英語：Ulu Peninsula）是南極洲的半島，位於詹姆斯羅斯島，處於羅斯灣和克羅夫特灣之間，由英國南極名稱諮詢委員會命名，現時由南極條約體系管理。